# 정종 (영양위)
정종(鄭悰, 1437년 ~ 1461년)은 조선의 문신이며, 문종의 부마이다. 본관은 해주(海州). 참판 정충경(忠敬)의 아들이다. 1450년(세종 32년)에 문종의 딸 경혜공주와 혼인한 뒤 영양위(寧陽尉)에 봉하여졌다. 영조34년에 영양부원군(寧陽府院君)에 추증되었다. 시호는 헌민(獻愍).

## 생애
단종 초기에 형조판서가 되어 단종의 두터운 신임을 받았다가, 1455년(단종 3년) 수양대군에 의하여 금성대군 등과 함께 유배되었다. 이 해 수양대군이 세조로 즉위하였고 정종은 문종의 유일한 사위라 하여 경기도 양근에 양이(量移)되었다. 1456년(세조 2년) 사육신 사건으로 죄가 가중되어 수원 통진을 거쳐 전라도 광주에 안치되었고, 1461년에 승려 성탄 등과 반역을 도모했다가 발각되어 능지처참당했다. 영조 때 신원되어 순충적덕보조공신(順忠積德補祚功臣) 의정부 영의정(領議政) 영양부원군(寧陽府院君)추증되었고, 단종묘정과 공주 동학사 숙모전(肅慕殿)에 배향되었다. 시호는 헌민(獻愍)이다. 묘는 실전(失傳)하여 경기도 고양시 덕양구 대자동 경혜공주묘 옆에 설단하였다.

## 가족 관계
아들 정미수의 손녀 중 한명은 다시 중종의 서자 금원군 이영의 처가 되었다.
- 증조부 : 대광 정윤규
- 조부 : 좌찬성 정도공 정역
- 조모 : 정경부인 안동 권씨
  - 부 : 형조참판 정충경
  - 모 : 정경부인 여흥 민씨
  - 고모/처종조모 : 예성부부인 정씨 - 효령대군의 처
  - 고모부/처종조부 : 효령대군(양녕대군의 동생, 세종의 둘째형)
  - 숙부 : 정충석(鄭忠碩, 1406~?)-동지중추부사(同知中樞府事)
  - 숙모 : 정경부인 연일 정씨(?~?) - 정종성(鄭宗誠, ?~?)의 딸
  - 장인 : 조선 5대 국왕 문종
  - 장모 : 현덕왕후 안동권씨
    - 부인 : 경혜공주
      - 아들 : 해평부원군 소평공 정미수(鄭眉壽) - 정순왕후 송씨 시양자(侍養子)
      - 며느리 : 정경부인 전의이씨

    - 누나 : 숙부인 정씨 - 행주기씨 기축의 처
    - 누나/처숙모 : 춘성부부인 정씨 - 영응대군의 처
    - 매형/처숙부 : 영응대군
    - 처남 : 조선 6대 국왕 단종
    - 처남댁 : 정순왕후 여산송씨

## 정종이 등장하는 작품
- 《한명회》 (KBS, 1994년 배우:홍선용)
- 《왕과 비》 (KBS, 1998년~2000년 배우:전현)
- 《공주의 남자》 (KBS, 2011년 배우:이민우)